# Сасквеганна Тауншип (округ Джуніата, Пенсільванія)
Сасквеганна Тауншип (англ. Susquehanna Township) — селище (англ. township) в США, в окрузі Джуніата штату Пенсільванія. Населення — 1204 особи (2020).

## Демографія
Згідно з переписом 2010 року, у селищі мешкало 1250 осіб у 462 домогосподарствах у складі 367 родин. Було 493 помешкання
Расовий склад населення:
| - 97,8 % — білих - 0,7 % — чорних або афроамериканців - 0,1 % — азіатів |

До двох чи більше рас належало 1,4 %. Частка іспаномовних становила 0,1 % від усіх жителів.
За віковим діапазоном населення розподілялося таким чином: 24,1 % — особи молодші 18 років, 62,4 % — особи у віці 18—64 років, 13,5 % — особи у віці 65 років та старші. Медіана віку мешканця становила 40,1 року. На 100 осіб жіночої статі у селищі припадало 100,3 чоловіків; на 100 жінок у віці від 18 років та старших — 100,6 чоловіків також старших 18 років.
Середній дохід на одне домашнє господарство становив 57 518 доларів США (медіана — 53 083), а середній дохід на одну сім'ю — 63 966 доларів (медіана — 62 500). За межею бідності перебувало 8,9 % осіб, у тому числі 11,3 % дітей у віці до 18 років та 9,5 % осіб у віці 65 років та старших.
Цивільне працевлаштоване населення становило 590 осіб. Основні галузі зайнятості: виробництво — 25,8 %, будівництво — 15,3 %, освіта, охорона здоров'я та соціальна допомога — 13,4 %.